# Lajes do Pico (freguesia)
Lajes do Pico é uma vila portuguesa, sede da Freguesia de Lajes do Pico e do Município de Lajes do Pico, freguesia com 52,83 km² de área e 1726 habitantes (censo de 2021), tendo, por isso, uma densidade populacional de 32,7 hab./km².

## Demografia
A população registada nos censos foi:
| Distribuição da População por Grupos Etários | Distribuição da População por Grupos Etários | Distribuição da População por Grupos Etários | Distribuição da População por Grupos Etários | Distribuição da População por Grupos Etários |
| -------------------------------------------- | -------------------------------------------- | -------------------------------------------- | -------------------------------------------- | -------------------------------------------- |
| Ano                                          | 0-14 Anos                                    | 15-24 Anos                                   | 25-64 Anos                                   | > 65 Anos                                    |
| 2001                                         | 304                                          | 266                                          | 926                                          | 284                                          |
| 2011                                         | 261                                          | 217                                          | 976                                          | 348                                          |
| 2021                                         | 240                                          | 173                                          | 922                                          | 391                                          |

## Turismo
Na freguesia é possível visitar o Museu dos Baleeiros (o mais visitado da região), o Centro de Artes e de Ciências do Mar (antiga Fábrica da Baleia), a Igreja da Santíssima Trindade e o Forte de Santa Catarina (único exemplo de arquitectura militar na ilha), agora transformado em Posto de Turismo.
Inicialmente centro de atividade baleeira, a vila das Lajes do Pico é agora conhecida pelas atividades ligadas à observação de cetáceos.
Após a proibição da baleação, em 1986, o Clube Náutico das Lajes do Pico passou a depositário de grande parte do espólio náutico dos velhos baleeiros e das respectivas armações baleeiras das Lajes do Pico, a Liberdade Lajense, Estrela Lajense e Venturosa Lajense, nomeadamente os cinco botes baleeiros e as lanchas motoras de reboque - "Cigana" e "Rosa Maria", tendo-lhes sido destinado pelo Município  um pequeno edifício junto às  míticas Casas dos Botes Baleeiros da Lagoa para instalação da sua sede social.

Na vila são ainda pontos de atração a ermida de São Pedro (primeira edificação religiosa da ilha) e a zona balnear da maré.